# کاروانسرای حاج حیدر جانی
کاروانسرای حاج حیدر جانی مربوط به اواخر دوره قاجار - اوایل دوره پهلوی است و در نجف‌آباد، راستهٔ بازار اصلی نجف آباد واقع شده و این اثر در تاریخ ۲۴ اسفند ۱۳۸۳ با شمارهٔ ثبت ۱۱۴۵۵ به‌عنوان یکی از آثار ملی ایران به ثبت رسیده است.